# 中里 (久喜市)
中里（なかざと）は、埼玉県久喜市の町名。旧埼玉県北葛飾郡栗橋町大字中里。郵便番号349-1112。

## 地理
久喜市東南部、中川と権現堂川の間の沖積平野に位置する。地内の自然堤防上を東武日光線が南北に走り、南部の一部では幸手市との市座会に沿う。全域が市街化調整区域の水田及び畑作地の混在する農業地域。北で南栗橋、北東で小右衛門、東で幸手市大字外国府間、南で幸手市大字高須賀、南西で幸手市大字松石、西で狐塚に接する。旧栗橋町に属していたため、現在の久喜市内では栗橋区域に属する。

### 河川
- 中川
- 大排水路
- 大堀排水路

### 湖沼
- 雷電池 - 町域南端部。水田からの排水が流入している。周囲はほぼ自然のままの状態が残されている。

## 歴史

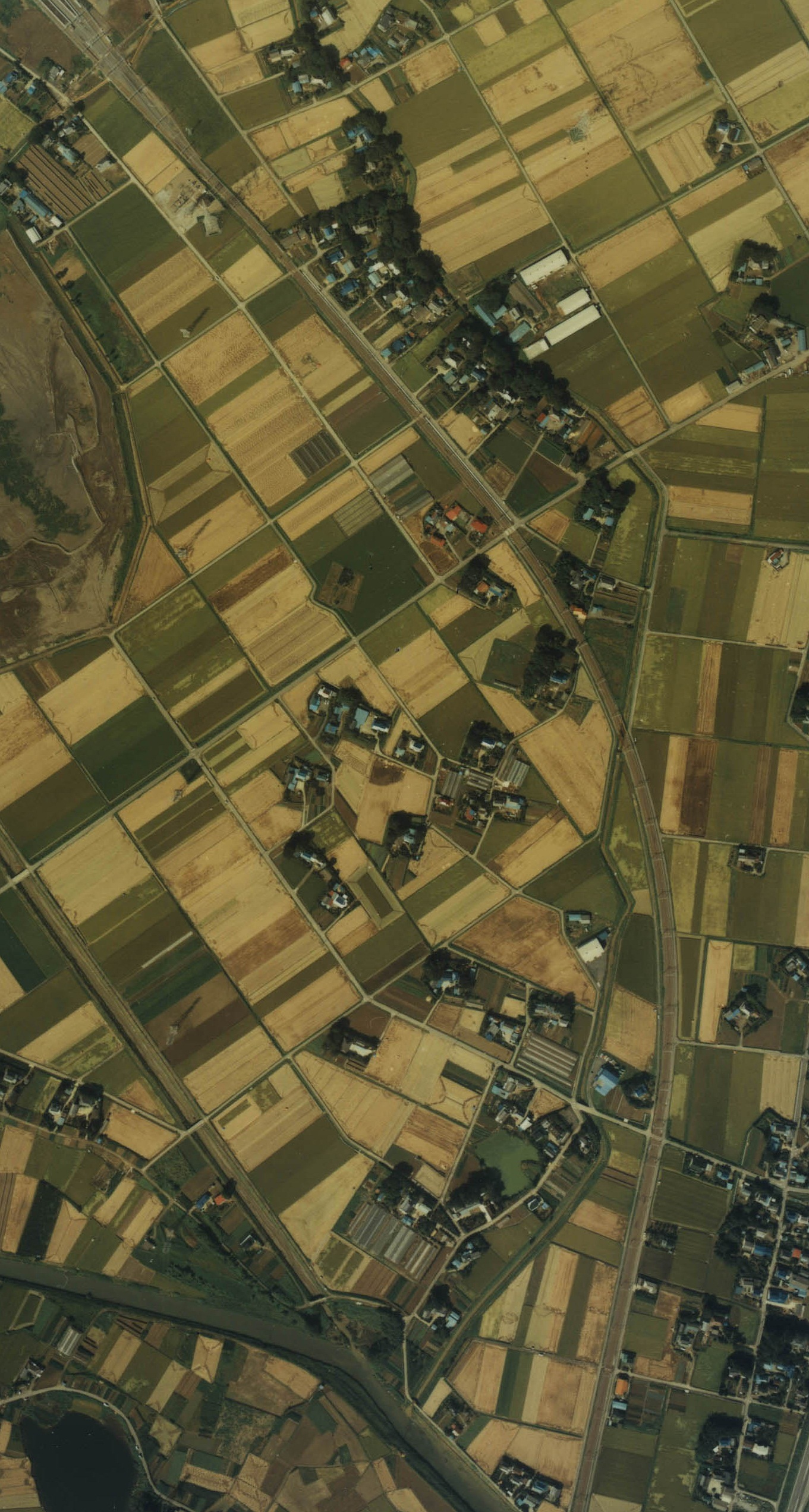
久喜市中里、1986年(昭和61年)撮影。撮影当時は北葛飾郡栗橋町大字中里。北西端が東武線南栗橋駅、南端が中川。

### 近世以前
古くは下総国下河辺庄、島中河辺領。江戸時代を通じて天領の葛飾郡中里村だった。寛永年間以前は下総国に属し、寛永以降は武蔵国に属した。この当時、村内は上・中・下の3つの小名に分かれていた。用水は島川から取られ、助郷は日光街道栗橋宿に出されている。米・麦・大豆等を産し、『武蔵田園簿』には中里新田として325石余、元禄郷帳以降は199石余が村高として書き残されている。減少の原因は利根川の流路変更及び水害が考えられる。中里村は近世以降権現堂川に沿って堤数20間の島中囲堤が建設されていたが水害が多く、明治時代以降も1890年（明治23年）、1910年（明治43年）、1947年（昭和22年）の利根川洪水で甚大な被害を受けている。

### 明治以後
明治元年（1868年）、下総知県事所轄となり、明治2年（1869年）には葛飾県に所属、明治4年（1871年）埼玉県葛飾郡中里村となり、1878年（明治11年）、郡区町村編制法施行により埼玉県北葛飾郡中里村となる。1889年（明治22年）、町村制施行により北広島村・河原代村・北新井村・狐塚村・小右衛門村と合併し北葛飾郡豊田村の大字中里となる。1944年（昭和19年）、戦時町村合併促進法により豊田村が同郡の栗橋町・静村と合併し北葛飾郡栗橋町の大字となるが、戦後の1949年（昭和24年）「行政運営の面で円滑を欠く」との理由から元の1町2ヶ村に分村、再び豊田村大字中里となる。この1町2ヶ村は1957年（昭和32年）に再び合併し、栗橋町大字中里となる。1999年（平成11年）北部の宅地として造成した部分を南栗橋として分離した。2010年（平成22年）3月23日、栗橋町の久喜市・鷲宮町・菖蒲町への合併に伴い、久喜市中里となった。

### 地名の由来
二つの川（中川と権現堂川）の中間にある集落の意。

## 世帯数と人口
2017年（平成29年）10月1日現在の世帯数と人口は以下の通りである。
| 町丁 | 世帯数  | 人口  |
| ---- | ------- | ----- |
| 中里 | 137世帯 | 364人 |

## 小・中学校の学区
市立小・中学校に通う場合、学区（校区）は以下の通りとなる。
| 番地 | 小学校               | 中学校               |
| ---- | -------------------- | -------------------- |
| 全域 | 久喜市立栗橋南小学校 | 久喜市立栗橋東中学校 |

## 交通

### 鉄道
- 地内に鉄道駅は設置されていないが、地域北側に隣接する東武鉄道日光線の南栗橋駅が最寄り駅になる。

### 道路
- 久喜市道（旧栗橋町道幹線1号線）

## 施設
- 東武鉄道南栗橋乗務管区
- 東武鉄道南栗橋変電所
- 中里下香取会館
- 中里揚水機場
- 久喜市立栗橋幼稚園
- 栗橋地域コミュニティーセンター・栗橋地域子育てセンター「くぷる」 - 栗橋幼稚園に併設されている。
- 香取神社